# Rellotge de butxaca

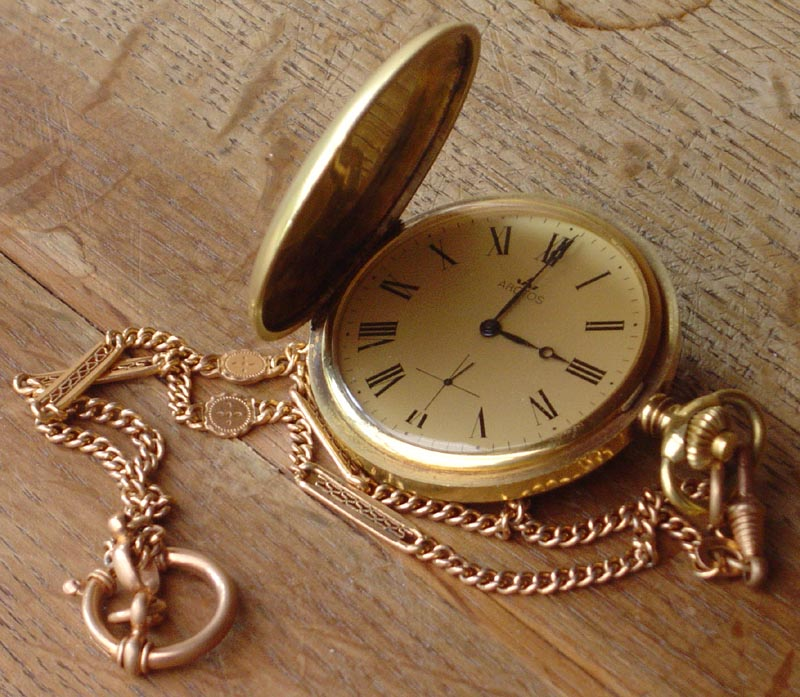
Rellotge de butxaca.

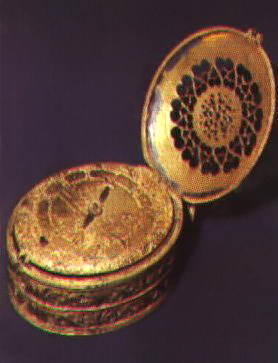
Rellotge de butxaca del ("Taschenuhr") fet per Peter Henlein

El  rellotge de butxaca  és un tipus de rellotge mecànic, usualment de corda, que per la seva petita mida es pot portar en una butxaca i, en general, té una cadeneta per subjectar-lo a la butxaca de l'armilla o els pantalons.
Els rellotges de butxaca, que fins a la primera guerra mundial van ser el tipus de rellotge més comú, actualment estan en desús, ja que han estat substituïts pel rellotge de polsera.
Van sorgir a Europa a mitjans del segle xv, poc després d'aplicar a la rellotgeria la molla espiral. Els primers exemplars tenien forma cilíndrica, variant molt i amb rars capritxos, i des del començament del segle xvi ja hi ha constància que es construïen regularment rellotges de butxaca a Alemanya i a Itàlia. Un particular exemple eren els que es feien a Nuremberg (per exemple els que realitzava el mestre Peter Henlein) que tenien forma ovoide, d'on deriva el famós nom d'ous de Nuremberg .

## Influència en la cultura popular
Al cinema i la televisió, balancejant un rellotge de butxaca davant de la cara d'un personatge comunament s'espera induir la hipnosi. També es poden emprar per trobar el nord geogràfic.
En el manga i l'animi Fullmetal Alchemist, Edward Elric porta un rellotge de butxaca de plata, que es lliura a tots els Alquimistes estatals. El grava amb les paraules "Never Forget 3.Oct.11" dins de la tapa i el segella amb alquímia per recordar la seva promesa de recuperar el seu cos original.